# Талман, Оскар
Оскар Талман (нидерл. Oscar Taelman; 1878—1945) — бельгийский гребец, серебряный призёр летних Олимпийских игр 1908 года в Лондоне.
На Олимпийских играх Талман входил в состав бельгийского экипажа восьмёрок. Его команда заняла итоговое второе место и получила серебряные медали.